# Kleine Haie
Kleine Haie är en tysk komedifilm från 1992 i regi av Sönke Wortmann.

## Utmärkelser
Filmen vann Tyska filmpriset för bästa film 1993.

## Rollista i urval
- Jürgen Vogel - Ingo Hermann
- Kai Wiesinger - Johannes Scheffler
- Gedeon Burkhard - Albrecht von Korweiler
- Meret Becker - Herta
- Armin Rohde - Bierchen
- Werner Hansch - konferencieren
- Willi Thomczyk - kocken